# Lebrade
Lebrade est une commune allemande du Schleswig-Holstein, située dans l'arrondissement de Plön, à six kilomètres au nord de la ville de Plön. Lebrade fait partie de l'Amt Großer Plöner See qui regroupe dix communes entourant le lac Großer Plöner See.